# Azenhas dos Tanoeiros
Azenhas dos Tanoeiros é uma localidade portuguesa situada na freguesia de Encarnação, concelho de Mafra, distrito de Lisboa.

## Ligações Externas
- Carta Militar de Portugal, fl. 374, publicada pelo Instituto Geográfico do Exército (IGeoE).